# X Liceum Ogólnokształcące im. Komisji Edukacji Narodowej w Krakowie
X Liceum Ogólnokształcące im. Komisji Edukacji Narodowej – liceum ogólnokształcące w Krakowie, znajdujące się w dzielnicy I przy ulicy Zygmunta Wróblewskiego 8, na Kleparzu. Zajmuje budynek pierwszej wybudowanej w mieście Szkoły Tysiąclecia.

## Historia
Liceum powstało na podstawie zarządzenia Ministra Oświaty z dnia 20 czerwca 1953 jako „szkoła ogólnokształcąca stopnia licealnego” kształcąca młodzież w klasach VIII–XI na podbudowie siedmioklasowej szkoły podstawowej. Naukę w trzech oddziałach klas ósmych 130 uczennic rozpoczęło dnia 1 września 1953. Liceum prowadzone było jako żeńskie. Pierwszą dekadę istnienia instytucji cechowały kłopoty lokalowe. Początkowo nauka odbywała się po południu w pomieszczeniach VI LO. Od stycznia 1954 szkoła przeniosła się w pobliże Plant, na ulicę Bohaterów Stalingradu 3, współdzieląc budynek z Państwową Wyższą Szkołą Muzyczną. Na początku roku szkolnego 1955/56 szkoła uzyskała kolejną siedzibę przy ulicy Krowoderskiej 14, w budynku po Szkole Podstawowej nr 2 im. św. Wojciecha. Przydzielony drewniany budynek – barak o przegniłych podłogach i dziurawych ścianach, służący młodzieży od 1896, uczęszczał do niego m.in. pisarz Leon Kruczkowski, wymagał przeprowadzenia remontu kapitalnego. Konieczne prace przeprowadzono systemem gospodarczym kosztem ponad 100 tysięcy złotych i 4000 roboczogodzin uczniów, rodziców i nauczycieli, przeprowadzka młodzieży nastąpiła w maju 1956. Lokal nie posiadał pracowni przedmiotowych, sali gimnastycznej, pomieszczenia dla biblioteki szkolnej. Dyrektor szkoły, mgr Karol Jarosz nadal starał się o uzyskanie właściwszego gmachu, dlatego 25 września 1957 ukonstytuował się Społeczny Komitet Budowy X Liceum.
Docelowy budynek szkolny, w pobliżu ulicy Długiej w centrum miasta, przy ul. Wróblewskiego 8, zaprojektowany został od podstaw w 1959 przez zespół młodych architektów: mgra inż. arch. Zbigniewa Gądka i mgra inż. arch. Henryka Aleksandra Stawickiego z Katedry Projektowania Budynków Społeczno-Mieszkalnych Politechniki Krakowskiej. Wnętrza szkolne zaprojektowały: mgr inż. arch. Barbara Smólska i mgr inż. Małgorzata Dolska-Grabacka. Projekt zatwierdzono 14 lutego 1959. Budynek o objętości około 21 tysięcy m³ przeznaczono dla 18 sal lekcyjnych. Patronat prasowy nad przedsięwzięciem objęła redakcja krakowskiej popołudniówki „Echo Krakowa”. Konstrukcję oddano do użytku w roku 1963, a uroczyste otwarcie miało miejsce 20 lipca.
Modernistyczny budynek stanowi zamknięcie ulicy Wróblewskiego. Wtapia się w dotychczasową zabudowę i jest doskonale wpasowany w niewielką działkę, sąsiadującą z parkiem na tyłach pałacu Tarnowskich przy ulicy Szlak. Unikalną cechą architektury budynku szkolnego są klasy zorganizowane w funkcjonalne klastry, tzw. gospodarstwa przyklasowe, składające się z pomieszczenia klasowego, szatni i dwóch pomieszczeń sanitarnych z WC i umywalką: „miało to ułatwić kontrolę dyżurnych klasowych nad czystością oraz uczyć wspólnej odpowiedzialności za utrzymanie porządku”. Natomiast ruchome ściany wokół auli umożliwiają elastyczną organizację przestrzeni wspólnej.
W roku szkolnym 1964/65 przyjęto pierwszych chłopców i liceum stało się koedukacyjne.
W 1973 został nadany szkole Medal KEN, a w 2003 srebrny medal Kraków – Europejskie Miasto Kultury.

## Działalność
Liceum znajduje się wśród 500 najlepszych liceów w Polsce według rankingu miesięcznika Perspektywy, uzyskując tym samym znak jakości szkoły. Prowadzi współpracę z Uniwersytetem Jagiellońskim, Politechniką Krakowską oraz Uniwersytetem Rolniczym. W jej ramach prowadzone są zajęcia dla uczniów przez wykładowców z podanych uczelni. Niektóre z klas w szkole są objęte patronatem tych szkół wyższych.
Liceum posiada 20 sal lekcyjnych, pracownie naukowe ze stanowiskami komputerowymi, aulę ze sceną, bibliotekę, czytelnię, centrum multimedialne, dwie sale komputerowe, stołówkę, punkt ksero oraz obiekty sportowe: salę gimnastyczną z trybuną, siłownię i boisko szkolne.
W szkole prowadzone są koła zainteresowań, m.in. plastyczne, historyczne, informatyczne. Uczniowie X Liceum są zaangażowani w harcerstwo – funkcjonuje 18 KDH.
Hymnem X Liceum Ogólnokształcącego im. KEN w Krakowie jest utwór Ignacego Krasickiego „Hymn do miłości ojczyzny”

## Galeria

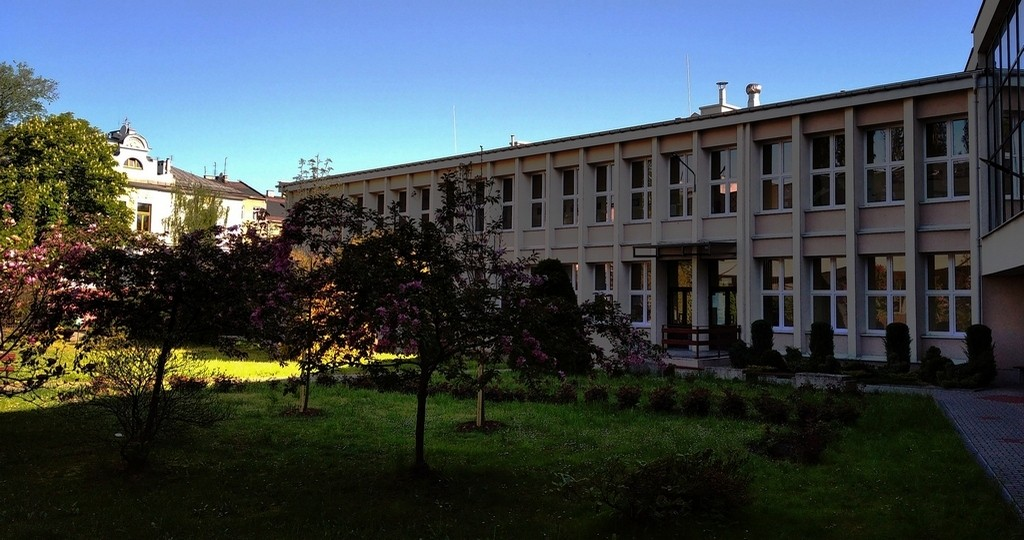
Szkoła ogród
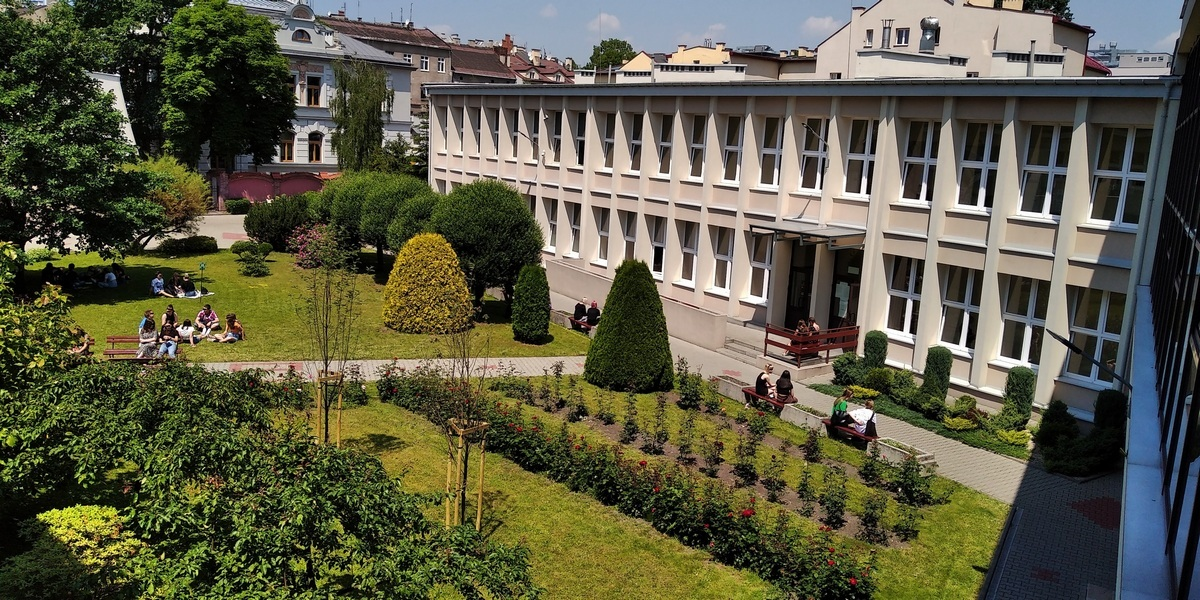
Podczas przerwy, widok jak w angielskim parku
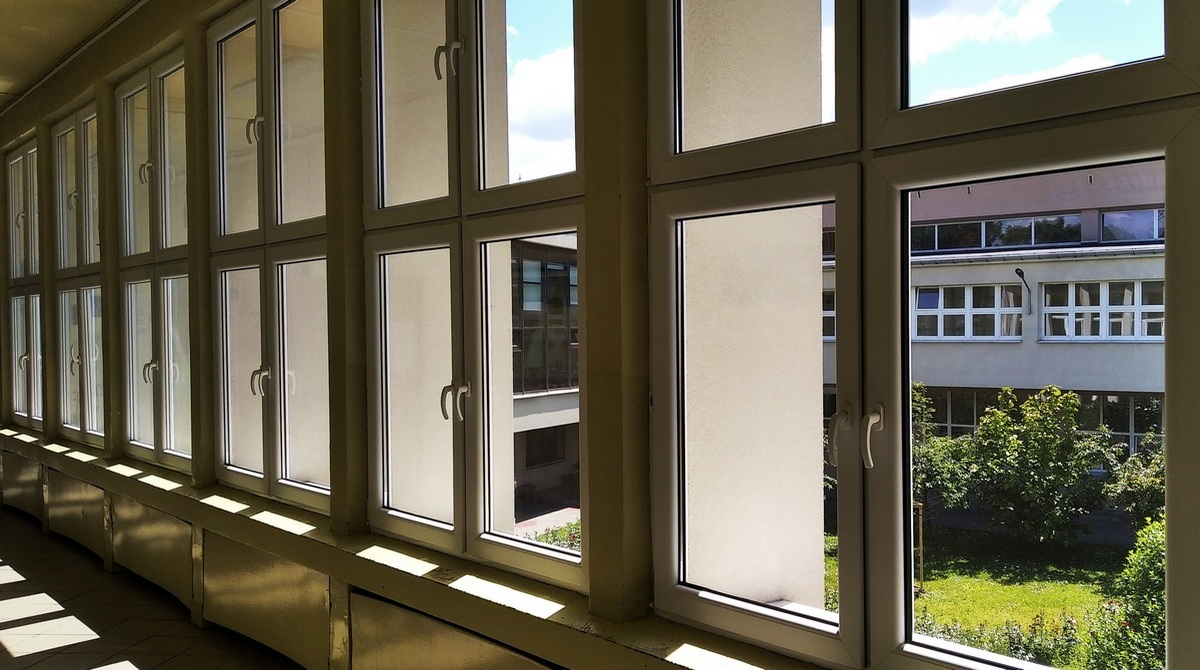
Północne skrzydło - jasne wnętrze podczas lekcji
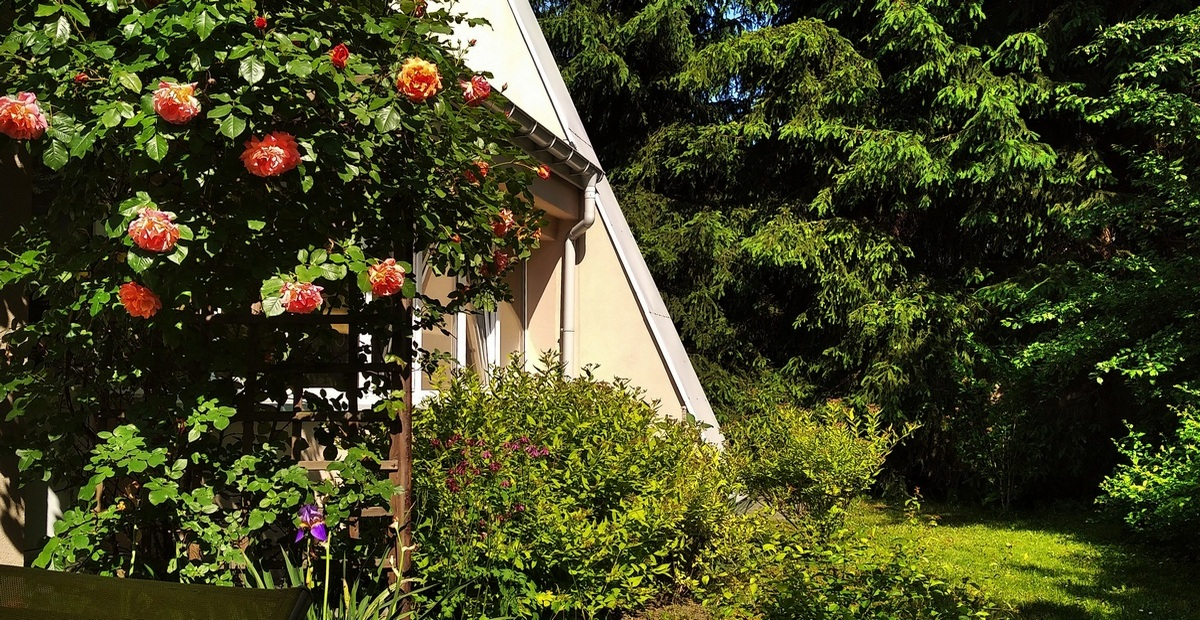
Zielony kącik przy pokoju nauczycielskim
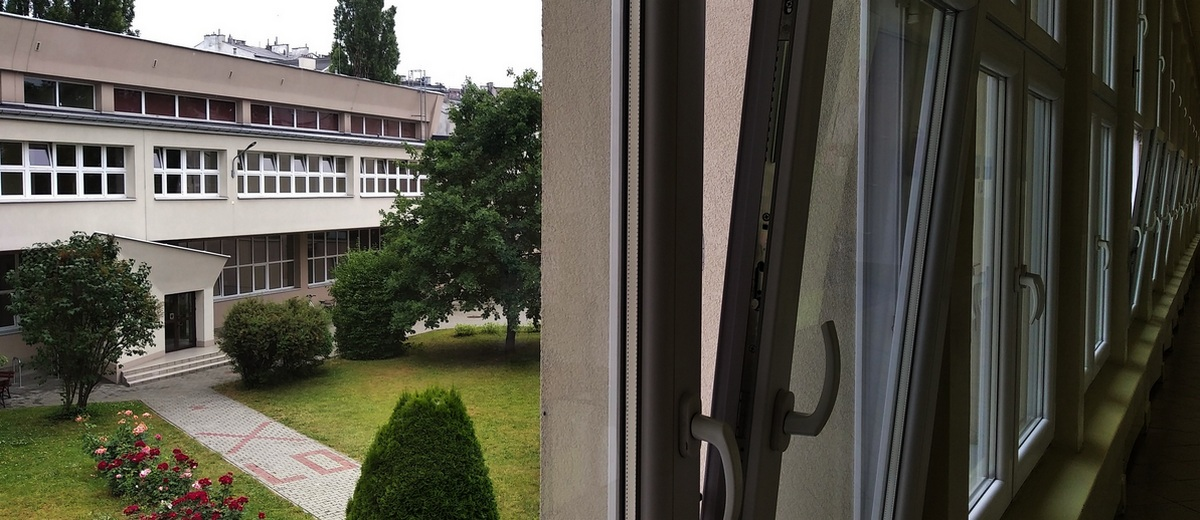
Widok na zielony dziedziniec szkolny, przejście z oznaczeniem X LO oraz na południowe skrzydło zabudowań

## Dyrektorzy[15]
- mgr Władysław Skarbiński (1953 – 1955)
- mgr Karol Jarosz (1955 – 1971)
- mgr Jan Bojan (1971 – 1980)
- mgr Roman Szatko (1980 – 1990)
- mgr Stanisław Dorosz (1990 – 2002)
- mgr Maria Zapała (2002 – 2017)
- mgr Tamara Cieśla (od 2017)

## Nauczyciele
- Władysław Dajewski[16]
- dr Wincenty Spiechowicz[17]

## Absolwenci[18][19]
- Rafał Bochenek – rzecznik rządu Beaty Szydło
- Maciej Bochniak – reżyser (m.in. serialu „Belfer”)
- Ewa Bukojemska (1967) – pianistka
- Krzysztof Burnetko – dziennikarz i publicysta
- Jacek Drozdowski – grafik
- Maciej Froński – poeta i tłumacz
- Olga Frycz – aktorka
- Łukasz Gibała – polityk, poseł na sejm RP
- Michał Hernik – przedsiębiorca i rajdowiec (brał udział m.in. w rajdzie Dakar)
- Stanisław Małek – profesor Uniwersytetu Rolniczego im. H. Kołłątaja w Krakowie
- Janusz Mastalski – profesor nauk teologicznych, biskup pomocniczy archidiecezji krakowskiej
- Maks Michalczak – były rzecznik prasowy Wisły Kraków, manager ds. Komunikacji Ekstraklasa SA
- Zdobysław Milewski (1975) – były rzecznik prasowy premier Hanny Suchockiej
- Wojciech Misiąg – były wiceminister finansów
- Małgorzata Olkuska – rzeźbiarka
- Elżbieta Penderecka (1965) – dyrektor festiwalu beethovenowskiego, animatorka kultury w Polsce
- Jadwiga Rubiś (1966) – fotograf, dziennikarka
- Bogusław Sonik (1972) – polityk, poseł na Sejm RP, poseł do Parlamentu Europejskiego, dyrektor Festiwalu Kraków 2000
- Teresa Starmach – wiceprezydent Krakowa
- Anna Szałapak (1971) – artystka Piwnicy pod Baranami
- Elżbieta Towarnicka – śpiewaczka